# Winmor
Winmor — протокол радиосвязи, применяемый в Winlink 2000 Global Radio E-mail System радиолюбителями, морскими радистами, и радиостанциями в удалённых местностях. WINMOR совместим с протоколом PACTOR в высокочастотном сегменте системы Winlink. WINMOR анонсирован в 2008 году на конференции ARRL / TAPR по цифровой связи. В отличие от PACTOR версий II и III, необходим только простой интерфейс, связывающий трансивер и компьютер, в то время как PACTOR нуждается в относительно дорогом радиомодеме. Два режима, 500 и 1600 герц, обеспечивают скорость от 67 до 1300 бит в секунду.
Тестирование системы началось 17 сентября 2009 года, применение в системе началось в январе 2010-го.